# 窄剑鱿属
窄剑鱿属（学名：Xipholeptos），是微鳍乌贼科下的一个属。本属的唯一物种窄剑鱿（Xipholeptos notoides）通常被称为南部侏儒乌贼。该物种的学名最初为Idiosepius notoides。这种南部侏儒鱿鱼原产于西南太平洋，位于澳大利亚南部和东部。 它生活在近岸的浅水水域。其在新南威尔士州，南澳大利亚州，塔斯马尼亚州和维多利亚州的沿海地区都有记录。